# Lourenço Marques
Lourenço Marques (16. Jahrhundert) war ein portugiesischer Händler und Entdecker im heutigen Mosambik.
Nach ihm wurde die Hauptstadt der portugiesischen Kolonie Mosambik benannt. Nach der Unabhängigkeit 1975 von Portugal wurde der Name der Stadt zunächst in Cam Phumo (1975–1976), danach in Maputo geändert.

## Leben und Rezeption
Zusammen mit António Caldeira erreichte Marques 1544 die Baía da Lagoa (dt.: Delagoa-Bucht, heute Maputo-Bucht). Diese war bereits 1502 vom portugiesischen Seefahrer António de Campo, einem Begleiter Vasco da Gamas, für Portugal entdeckt worden.
Marques und Caldeira ließen sich hier nieder und widmeten sich dem Handel, vor allem mit Elfenbein.

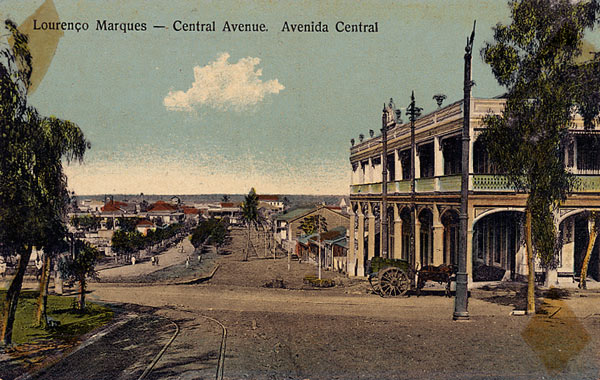
Die Stadt Lourenço Marques 1905

1546 nahm König D. João III. das Gebiet offiziell in portugiesischen Besitz und ließ eine erste befestigte Handelsstation errichten. Marques wurde mit der Erforschung der Region betraut, die zunächst auch seinen Namen erhielt.
Später wurde die Niederlassung aufgegeben. Nachdem die Bucht im 18. Jahrhundert einige Zeit niederländisch und kurzzeitig österreichisch war, wurde das Gebiet 1781 schließlich wieder portugiesisch.
Um 1875 wurde die heutige Stadt neu gegründet. Die portugiesische Kolonialverwaltung benannte sie nach dem ersten portugiesischen Siedler des Gebietes, Lourenço Marques. Nach der Unabhängigkeit Mosambiks 1975 legte die Stadt ihren kolonialen Ortsnamen ab und erhielt den Namen Cam Phumo, ab 1976 Maputo.